# Miłość i inne komplikacje
Miłość i inne komplikacje (ang. The Other Woman) – amerykański film dramatyczny z 2009 roku w reżyserii Dona Roosa, powstały na podstawie powieści Miłość i inne mity z 2006 roku autorstwa Ayelet Waldman. Główne role w filmie zagrali Natalie Portman, Lisa Kudrow, Scott Cohen i Charlie Tahan.
Premiera filmu odbyła się 16 września 2009 w Toronto. Siedemnaście miesięcy później, 4 lutego 2011, obraz trafił do kin na terenie Stanów Zjednoczonych.

## Fabuła
Akcja filmu rozgrywa się na Manhattanie. Prawniczka Emilia Greenleaf (Natalie Portman) jest zakochana w swoim szefie Jacku Woolfie (Scott Cohen). Mężczyzna jest jednak żonaty i ma kilkuletniego syna Williama. Kiedy Emilia zachodzi w ciążę, Jack decyduje się na rozwód z żoną, lekarką Carolyn (Lisa Kudrow), a następnie poślubia kochankę. Jego syn, zrozpaczony rozstaniem rodziców, całą złość przelewa na macochę. Emilia rodzi córeczkę, lecz dziecko po trzech dniach umiera. Oboje rodzice bardzo cierpią i oddalają się od siebie. Sytuację pogarsza fakt, że dziewczyna obwinia siebie o śmierć noworodka. Nieoczekiwanie pogrążoną w żałobie parę zaczyna wspierać Carolyn. Po przejrzeniu dokumentacji lekarskiej przekonuje Emilię, że nie przyczyniła się do tragedii.

## Obsada
- Natalie Portman jako Emilia Greenleaf
- Lisa Kudrow jako doktor Carolyn Soule
- Scott Cohen jako Jack Woolf
- Charlie Tahan jako William Woolf
- Lauren Ambrose jako Mindy
- Kendra Kassebaum jako Sharlese
- Daisy Tahan jako Emma
- Anthony Rapp jako Simon
- Elizabeth Marvel jako Pia
- Debra Monk jako Laura
- Maria Dizzia jako Jaime Brennan

## Odbiór

### Krytyka
Film Miłość i inne komplikacje spotkał się z negatywną reakcją krytyków. W serwisie Rotten Tomatoes 38% z czterdziestu pięciu recenzji filmu jest pozytywna (średnia ocen wyniosła 5,5 na 10). Na portalu Metacritic średnia ocen z 16 recenzji wyniosła 37 punktów na 100.